# Elektrisch vliegtuig

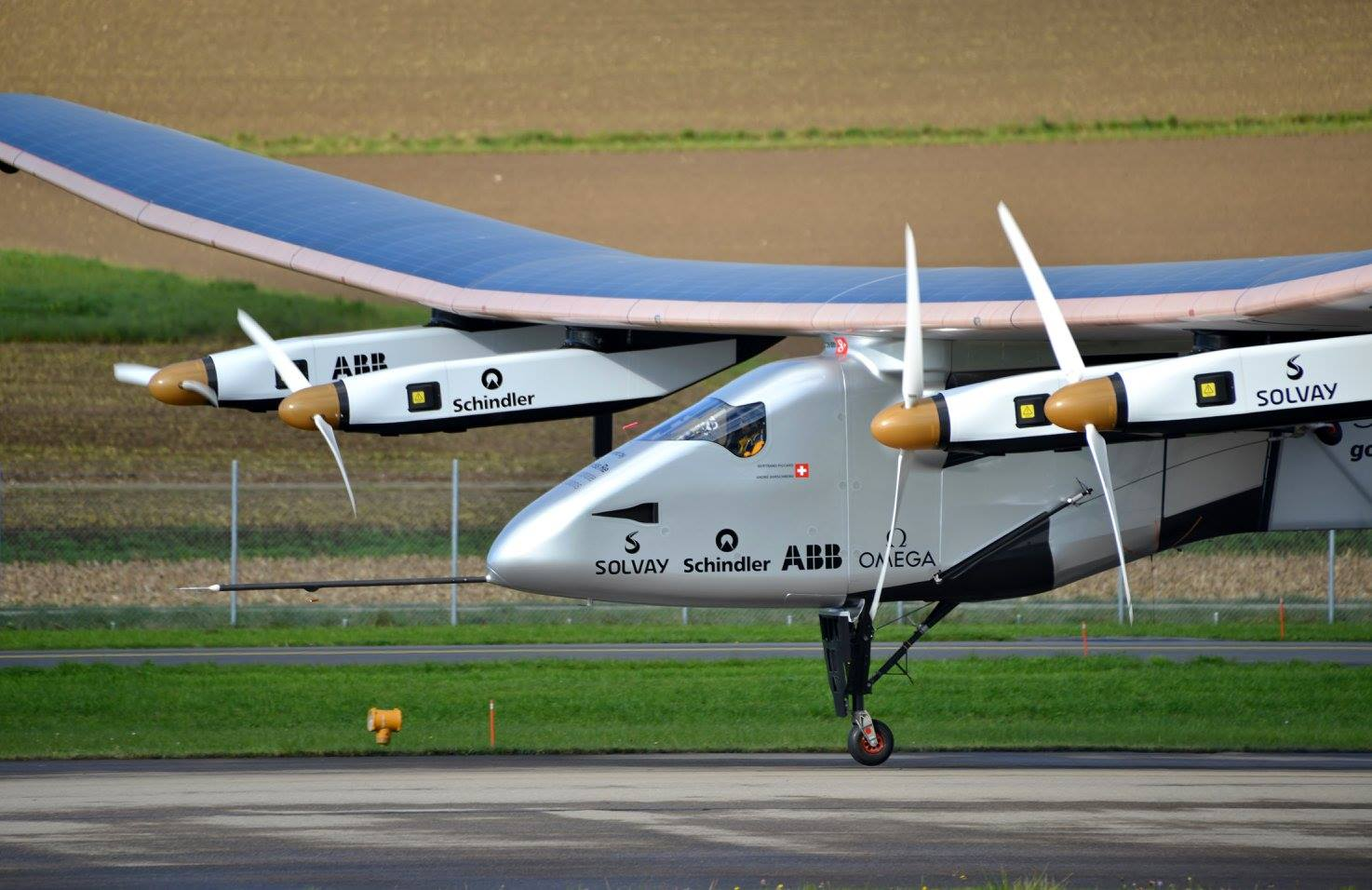
Solar Impulse 2

Een elektrisch vliegtuig is een vliegtuig dat een elektromotor heeft in plaats van een verbrandingsmotor. De elektriciteit komt van brandstofcellen, zonnecellen, supercondensators, draadloze stroom of batterijen.

## Voordelen
Een voordeel van elektrisch vliegen is dat er geen uitstoot is van broeikasgassen tijdens de vlucht. Als het vliegtuig vliegt op accu's die zijn geladen door fossiele brandstoffen te verbranden, treedt dezelfde uitstoot van broeikasgassen echter alsnog op, maar nu vóór het vliegen. Als de accu's daarentegen worden geladen met elektriciteit die is opgewekt met behulp van zon-, wind- of waterkracht, is er zowel vóór als tijdens het vliegen zeer weinig uitstoot van broeikasgassen. In potentie is dit een zeer belangrijk voordeel in vergelijking met fossiele kerosine.
Bovendien gaan elektromotoren efficiënter met energie om dan straalmotoren, en zijn veel stiller. Probleem is wel dat hoe groter het vliegtuig is hoe technisch uitdagender geheel elektrisch vliegen wordt. Met de huidige batterijtechnologie is elektrisch vliegen alleen over korte afstanden en met minder dan 20 personen technisch haalbaar. Grotere passagiersvliegtuigen zijn aangewezen op hybride oplossingen, met fossiele brandstof opstijgen en elektrisch vliegen tijdens de kruisvluchtfase. Lange afstandsvluchten met meer dan 20 passagiers zonder CO2 uitstoot zijn vanwege de lage energiedichtheid van batterijen alleen haalbaar met de toepassing van waterstof als energiedrager.

## Bestaande elektrische vliegtuigen

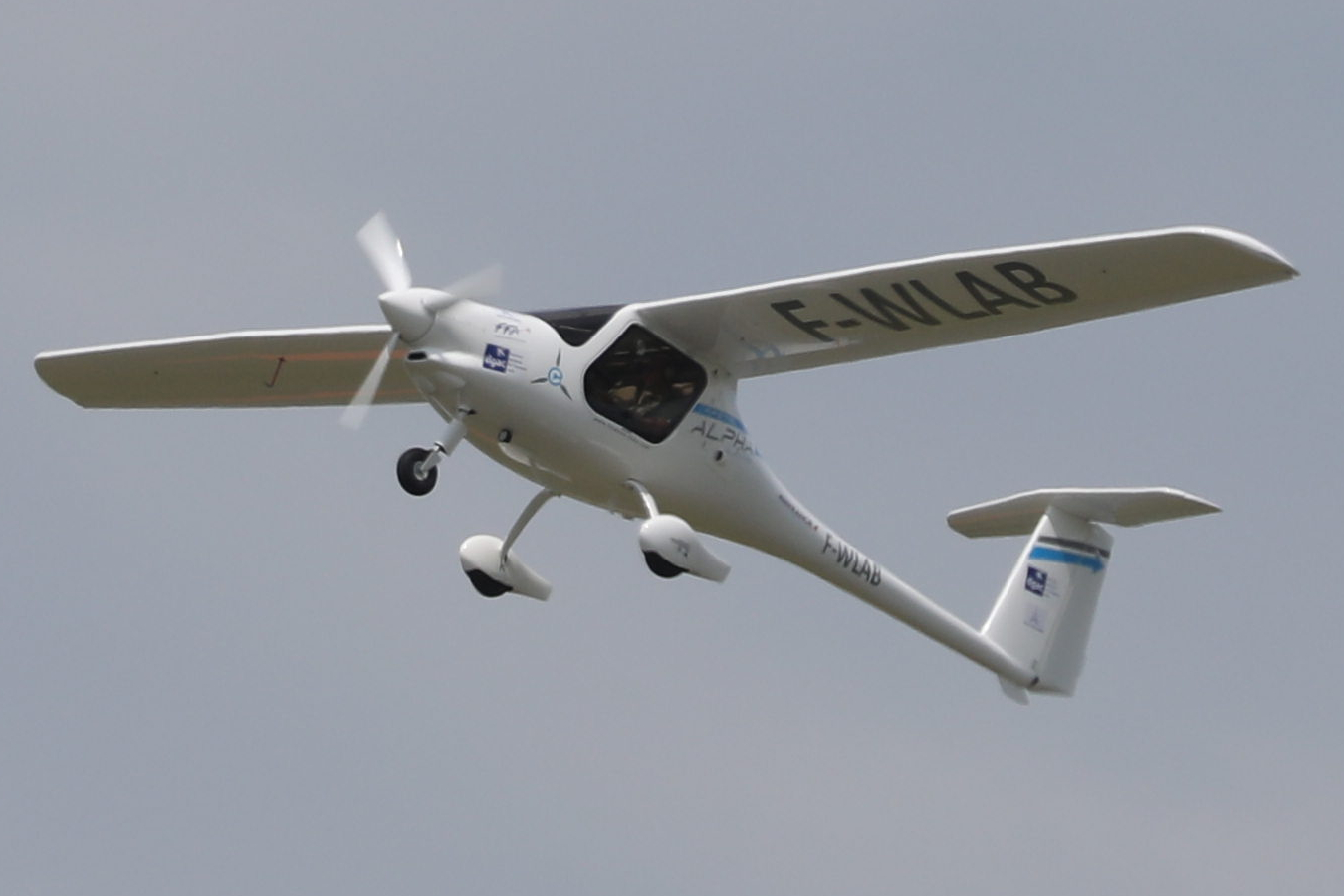
Pipistrel Alpha Electro

De huidige elektrische vliegtuigen zijn vooral experimentele proefmodellen, zowel bemande als onbemande toestellen. Er wordt al sinds de jaren 1970 gevlogen met elektrisch aangedreven modelvliegtuigen, in 1957 werd de eerste melding hiervan gemaakt. De eerste bemande vlucht met een elektrisch vliegtuig was in 1973 met een omgebouwd Brditschka HB-3 motorzweefvliegtuig, de vluchtduur was 12 minuten.
- Alpha Electro - In 2015 bracht het Sloveense bedrijf Pipistrel het geheel elektrische tweepersoons hoogdekker Alpha Electro sport- en lesvliegtuig op de markt. Het heeft een vliegtijd van één uur plus reserve. Naast Europa is het toestel ook gecertificeerd in de Verenigde Staten.[7]

- Extra 330LE - Siemens bouwde een 1.000 kg wegend elektrisch tweepersoonsvliegtuig genaamd Extra 330LE uitgerust met een sterke elektromotor en batterijen, dat op 25 november 2016 een demonstratievlucht maakte.[8]

- HyFlyer Piper Malibu - De firma ZeroAvia heeft een Piper Malibu Mirage omgebouwd naar een elektrisch vliegtuig met waterstof brandstofcellen. Een paar 130 kW elektrische motoren vervangen de originele zuigermotor.  Het prototype van de HyFlyer vloog voor het eerst op 24 september 2020.[9]

- MagniX AeroTEC eCaravan - Op 28 mei 2020 steeg vanuit Grant County Airport een geëlektrificeerde Cessna 208 Caravan op voor een vlucht van 30 minuten. De door de firma MagniX met een 750 pk (560 kW) elektromotor en Lithium-ion batterijen uitgeruste Cessna Caravan heeft een vliegbereik van 160 km met 4-5 passagiers aan boord. MagniX probeert om het elektrische toestel eind 2021 gecertificeerd te krijgen voor korte taxivluchten.[10][11]

- Rolls-Royce ACCEL - Op 15 september 2021 maakte de Spirit of Innovation een vlucht waarmee Rolls-Royce het record voor snelste elektrische vliegtuig vestigde.

### Zonnevliegtuigen

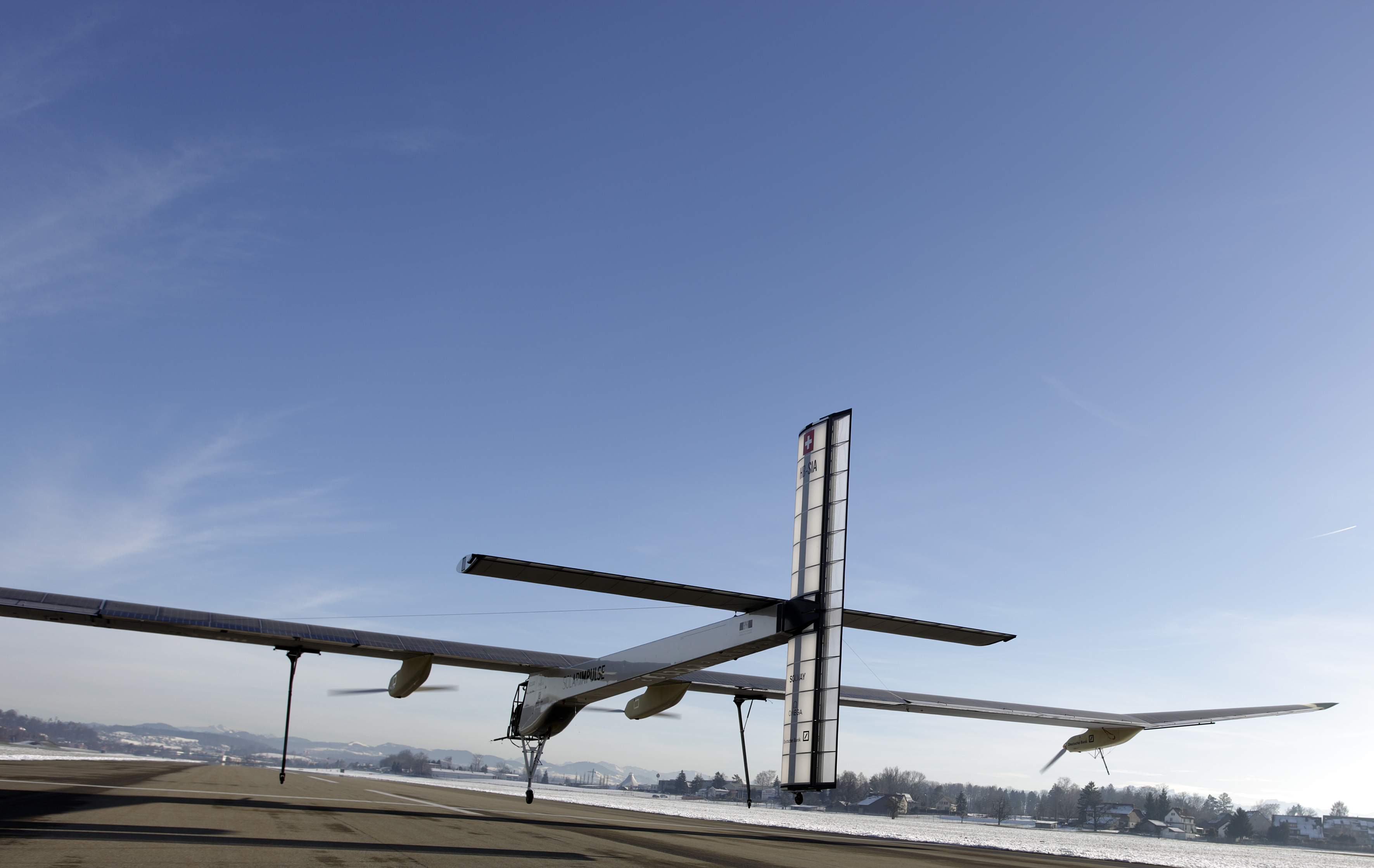
Het Solar Impulse zonnevliegtuig

- Solar Impulse - De Solar Impulse is een bemand langeafstandszonnevliegtuig dat in 2016 een vlucht rondom de aarde voltooide. Het gebruikt zonnepanelen op de vleugels om de propellers aan te drijven en om de batterijen op te laden om 's nachts ook te kunnen vliegen. Verschillende sleutelfiguren achter het zonnevliegtuig Solar Impulse werken aan een commerciële opvolger. Het eerste toestel, de aEro1, blijft al meer dan een uur in de lucht, en heeft inmiddels meer dan vijftig vlieguren op de teller.[12]

- Solar Challenger - De Solar Challenger was een experimenteel elektrisch vliegtuig dat volledig op zonne-energie werkte, en in 1981 het Kanaal overstak.

### Vliegtuigmodel met ionenmotor
- MIT Solid-state propulsion - In 2018 maakte een klein experimenteel vliegtuigmodel van de groep van Steven Barrett van MIT dat gebruikmaakt van stroming van ionen tussen + en -20.000 volt een geslaagde indoorvlucht over 60 meter.[13][14] Het door een ionenmotor aangedreven model had een spanwijdte van vijf meter en een gewicht van 2,2 kilogram.

## Elektrische vliegtuigen in ontwikkeling

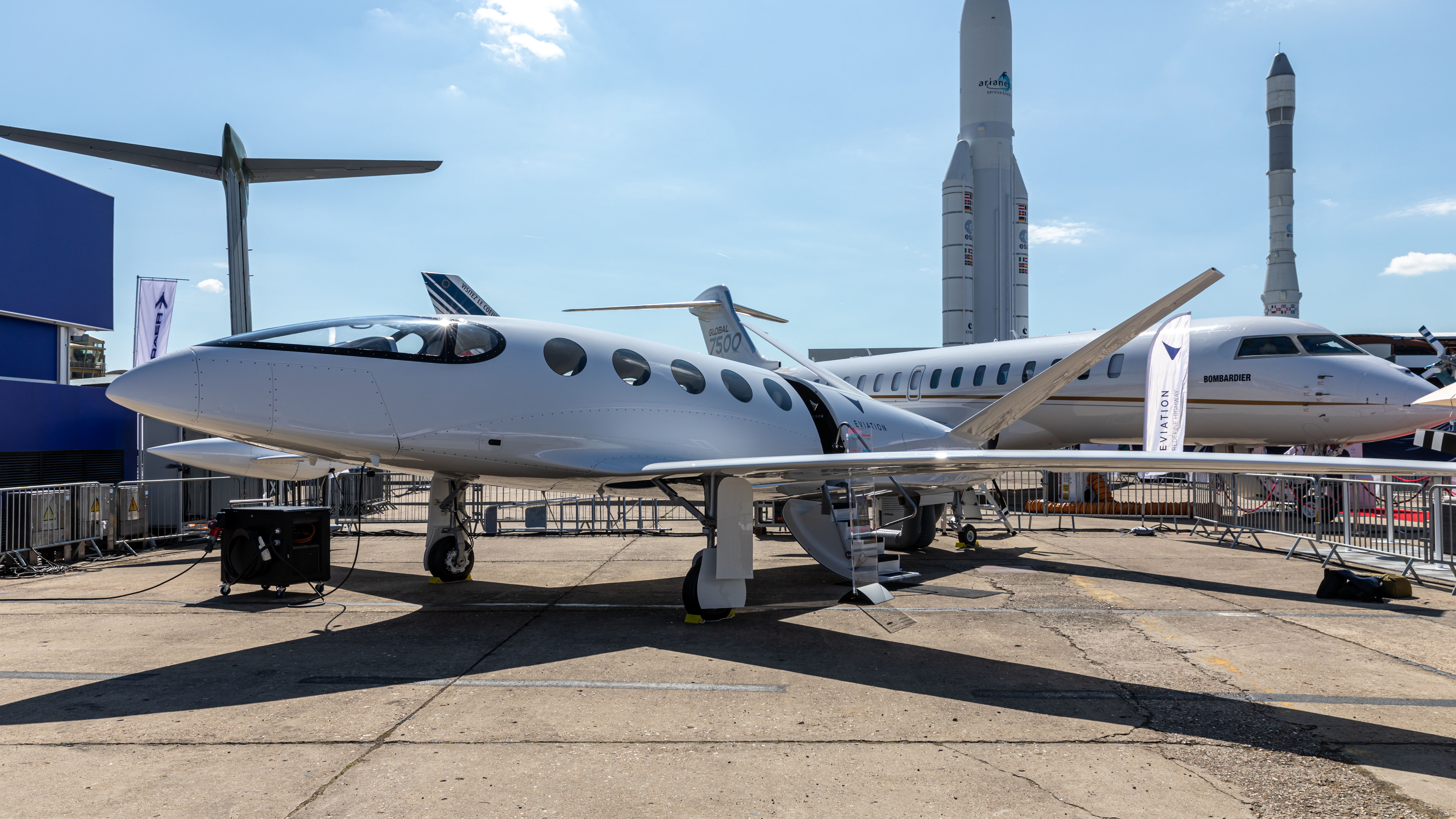
Eviation Alice, passagierstoestel met elf zitplaatsen

- Airbus E-Fan (X) - Airbus ontwikkelde tot 2017 de Airbus E-Fan, een klein elektrisch vliegtuig. De eerste vlucht werd in 2014 gemaakt. Daarna werd tot in 2020 de Airbus E-Fan X ontwikkeld op basis van de British Aerospace 146.[15]

- Echelon 1 - De Delftse startup Maeve Aerospace introduceerde in januari 2022 een plan om in 2030 een elektrisch vliegtuig gereed te hebben geschikt voor 44 passagiers met een bereik van 550 km. De eerste artist impressions van de Echelon 1 laten een traditioneel ogende hoogdekker met T-staart zien, waarbij de twee turboprops zijn vervangen door 8 elektromotoren, en met een spanwijdte van 36 meter.[16]

- Eviation Alice - De Israëlische start-up vliegtuigbouwer Eviation Aircraft maakte in september 2022 de eerste proefvlucht met de Eviation Alice. Een 100% elektrisch passagiersvliegtuig met een vliegbereik van 815 kilometer voor twee bemanningsleden en negen passagiers.[17]

- Heart ES-19 - Het Zweedse bedrijf Heart Aerospace heeft een elektrische viermotorige Regional Airliner in ontwikkeling voor 19 personen, de Heart ES-19. Het opgegeven vliegbereik is 400 km. Het toestel is geïnspireerd op de ATR 42. De eerste vlucht staat gepland voor 2024, certificering voor 2026. Er zijn reeds 120 pre-orders ontvangen van Finnair en United Airlines.[18]

- NASA X-57 Maxwell - NASA ontwikkelde van 2015 tot in 2023 een concept voor een klein elektrisch-hybride vliegtuig met 18 elektromotoren, in de vleugels verwerkt.[19]

- Wright Electric - De Amerikaanse start-up Wright Electric werkt aan verschillende elektrische toestellen voor 100 passagiers. Het eerste toestel, met als basis de bestaande BAE 146 hoogdekker, zou tegen het jaar 2027 operationeel moeten zijn.[20] Voor 2030 staat een volledig nieuw ontworpen vliegtuig in de planning, die vergelijkbaar is met de huidige Boeing 737.[21]

## Technische uitdagingen
Vooralsnog is de capaciteit van accu's om energie op te slaan veel te klein om op deze wijze lange afstanden af te kunnen leggen met grote vliegtuigen. Grote vliegtuigen zouden hiervoor te veel accu's nodig hebben en daarmee veel te zwaar worden. Daarom is elektrisch vliegen tot op heden beperkt tot kleine, lichte vliegtuigen en korte afstanden.
Door waterstof als energiedrager te gebruiken en deze via een brandstofcel om te zetten in elektriciteit, kan in theorie elektrisch worden gevlogen zonder loodzware accu's te hoeven gebruiken. Dit staat technisch echter nog in de kinderschoenen, en de omzetting van elektriciteit naar groene waterstof en de compacte opslag van waterstof leiden inherent tot een groot energieverlies.
Omdat de techniek van elektrisch vliegen nog lang niet klaar is voor grootschalig vervoer, wordt hybride vliegen gezien als een alternatief. Hierbij wordt het vliegtuig aangedreven door een combinatie van elektrische en verbrandingsmotoren.